# Florent Willems
Pour les articles homonymes, voir Willems (homonymie).
Florent Joseph Marie Willems né à Liège le 8 janvier 1823 et mort à Neuilly-sur-Seine le 23 octobre 1905 est un peintre belge.

## Biographie
Après avoir suivi les cours de l'Académie de Malines, et travaillé comme restaurateur à Bruxelles, Florent Willems vend son premier tableau au Salon de 1840 à Paris pour la somme déjà importante de 250 francs. Sir George Hamilton Seymour lui commande des portraits de sa femme et de ses enfants qui auront un succès considérable. Deux de ses œuvres exposées en 1842 à Bruxelles — Le Corps-de-garde et La Leçon de musique — sont acquises par Léopold Ier et Willems reçoit de la Cour plusieurs commandes de portraits en costumes historiques.
Avec son ami Alfred Stevens, il approfondit sa connaissance de la technique des maîtres flamands et hollandais du XVIIe siècle puis s'installe à Paris en 1844 où il connaît un grand succès. Deux de ses œuvres, exposées au Salon de 1855 — L'Intérieur d'un marchand de soieries en 1660 et Coquetterie — sont acquises par Napoléon III et l'impératrice Eugénie. Après avoir obtenu des médailles de 3e classe au salon de 1844, de 2e classe en 1846 et de 1ère classe en 1855, il est fait officier de la Légion d'honneur en 1864.
Le musée du Louvre le sollicite pour la restauration de certaines de ses toiles, notamment le Saint Jean-Baptiste de Raphaël.
Il est également un dessinateur prolifique, laissant de nombreux croquis de mobilier et de tapis des XVIIe et XVIIIe siècles. Sa grande spécialité reste le portrait de femme en pied, dans d'élégantes toilettes de soie ; il les met en scène dans des intérieurs au mobilier inspiré du XVIIe siècle, un peu dans l'esprit du Siècle d'Or hollandais. Ce sont des scènes de genre, dans lesquelles de jeunes femmes lisent ou écrivent, se regardent dans un miroir, discutent avec d'autres personnages.
Lorsque Florent Willems meurt, en 1905, plusieurs de ses oeuvres sont exposées dans une grande "Exposition rétrospective de l'Art Belge (1830-1905)", dans laquelle, écrit le Journal des artistes, "On y admit deux vivants  : Alfred Stevens et son camarade de jeunesse Florent Willems". Ce dernier avait exposé une dernière fois au Salon des Artistes français en 1901.

## Collections publiques
Parmi les oeuvres conservées dans les collections publiques, il est possible de citer :
Belgique
- Bruxelles, musées royaux des beaux-arts de Belgique :
  - La Toilette de la mariée, huile sur bois[4] ;
  - Intérieur - femme et chien, huile sur bois[5] ;
  - La Fête chez la duchesse, huile sur bois[6] ;
  - La Fête chez les grands-parents, huile sur bois[7] ;
  - L'Amateur d'estampes, 1853, huile sur toile[8] ;
  - La Veuve, 1853, huile sur toile[9] ;
  - Paysage, effet de soleil couchant, huile sur toile, en collaboration avec Pierre-Louis Kühnen[10].
- Bruges, Groeningemuseum : Femme au miroir, vers 1854, huile sur bois.

États-Unis
- Baltimore, Walters Art Museum :
  - La Réponse importante, huile sur bois ;
  - À la santé du roi, vers 1861, huile sur bois.

France
- Douai, musée de la Chartreuse : Le Château de Grimbergue, huile sur toile[11].
- Paris, musée d'Orsay : Le Souvenir, huile sur bois.
- Vannes, Musée des Beaux-arts : La veuve, huile sur bois.

Pays-Bas
- Amsterdam, musée d'Amsterdam :
  - Un peintre devant son chevalet, huile sur bois[12] ;
  - Un page assis avec son chien, huile sur bois[13].

Russie
- Saint-Pétersbourg, musée de l'Ermitage[14] :
  - Arrestation. Scène de la vie des mousquetaires, 1847, huile sur toile ;
  - Grand d'Espagne quittant son créancier, 1849, huile sur toile ;
  - La Visite, huile sur bois ;
  - Femme écrivant une lettre, huile sur bois ;
  - Une femme à sa toilette, 1859, huile sur bois ;
  - Femme cueillant du lilas, huile sur toile.

Œuvres de Florent Willems
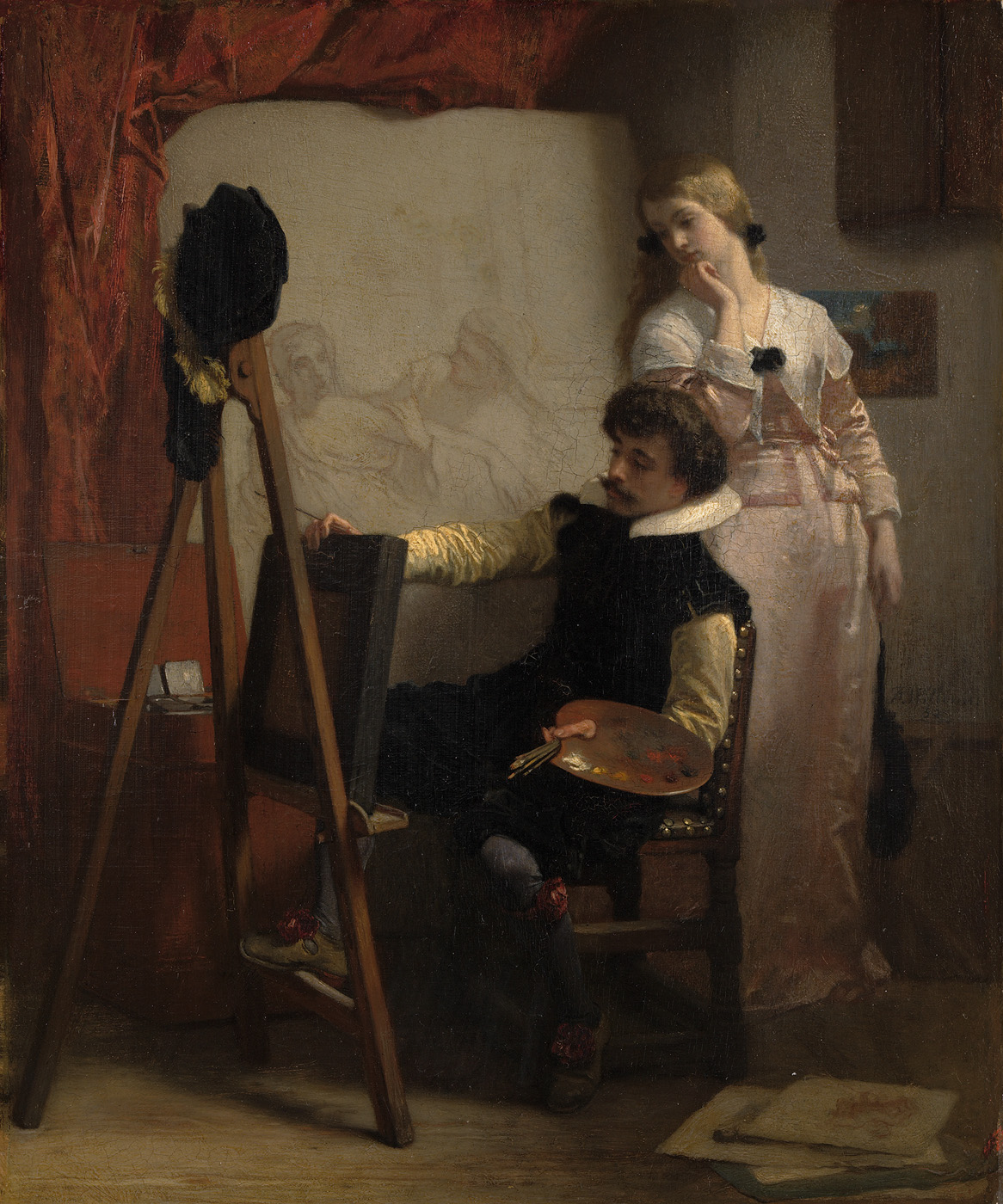
Un peintre devant son chevalet (1852), musée d'Amsterdam.
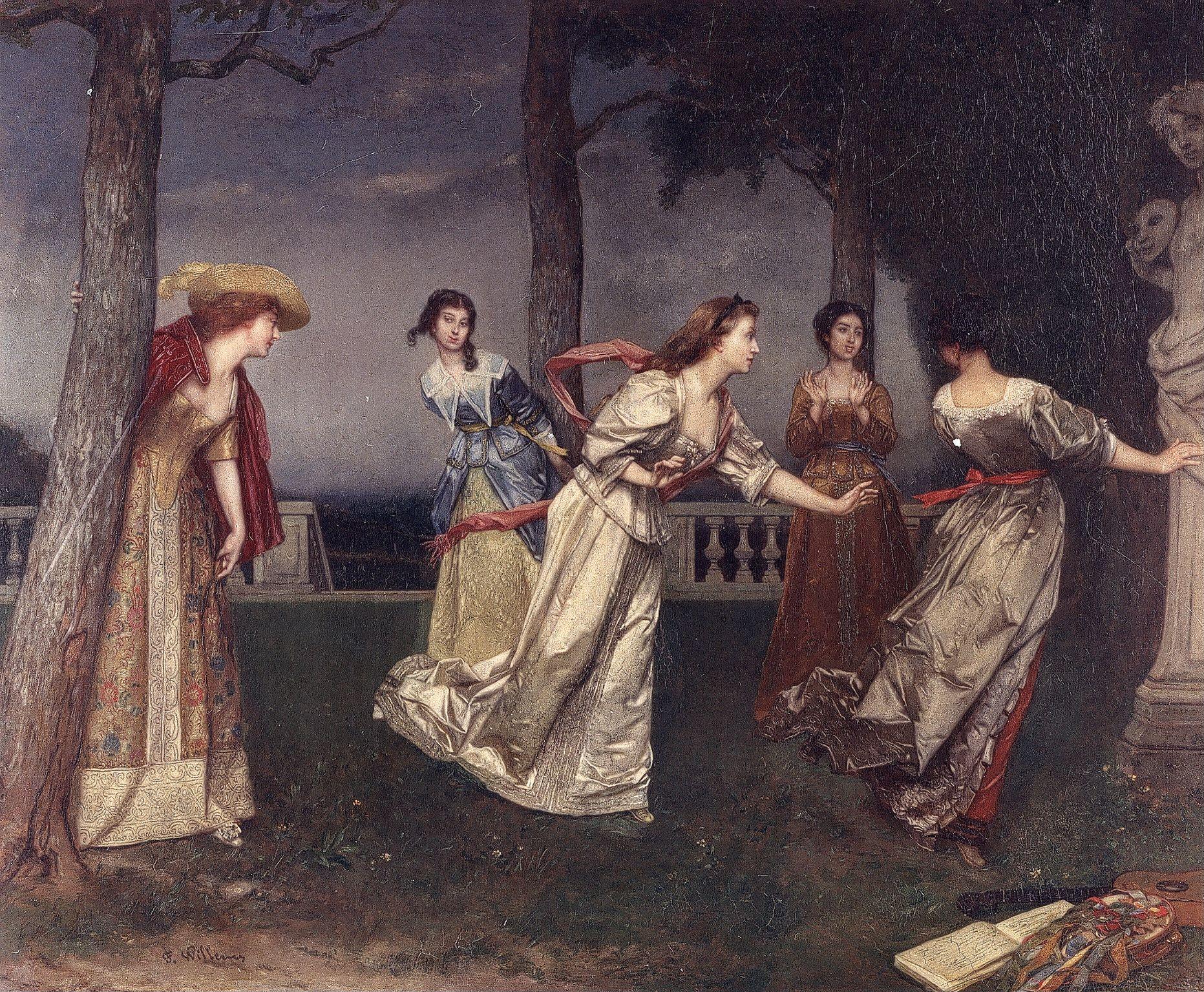
Cinq jeunes filles jouant dans un parc, Saint-Josse-ten-Noode, musée Charlier.
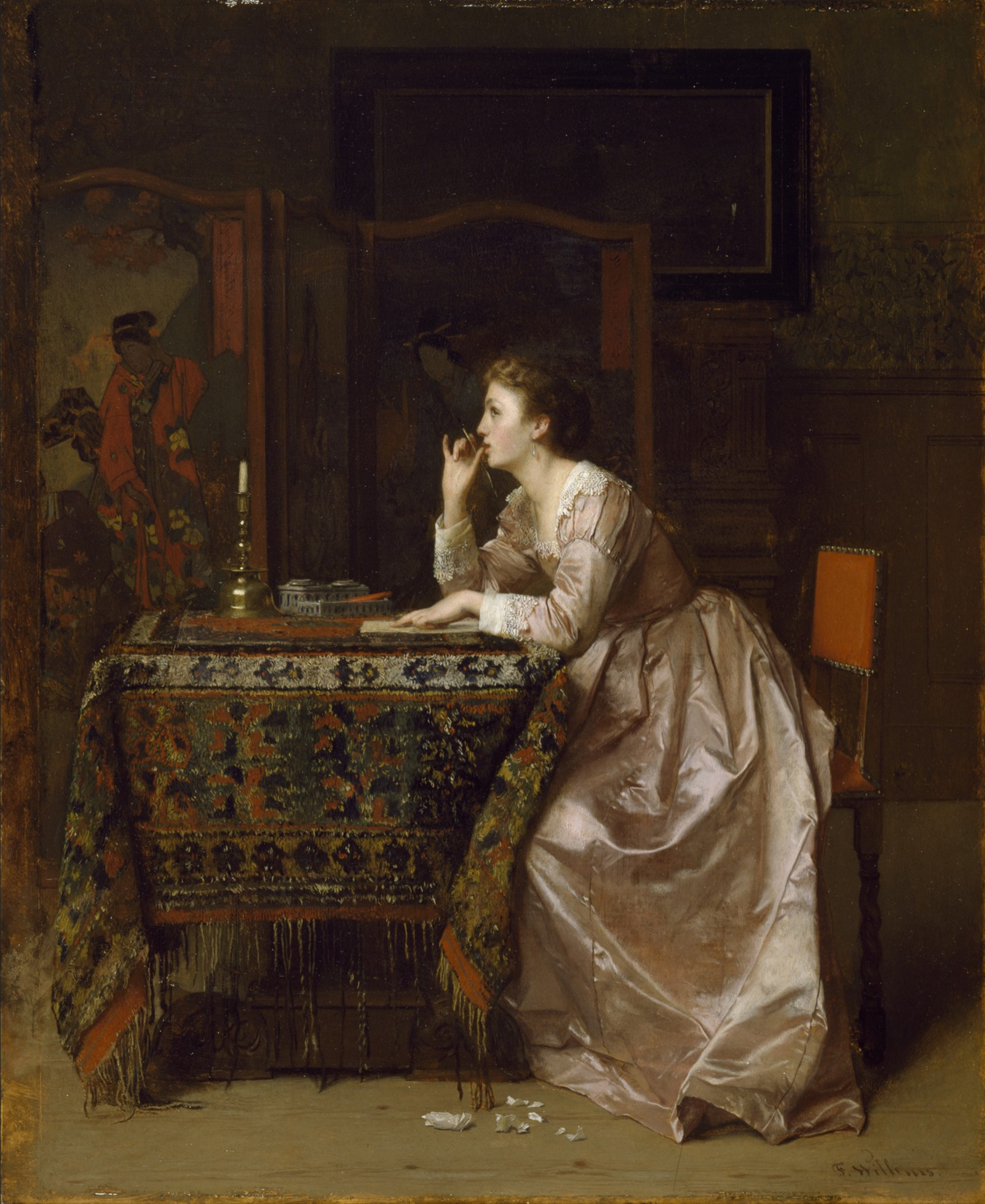
La Réponse importante, Baltimore, Walters Art Museum.

## Élèves
- Franck Cinot[15]
- Georges Joseph Rasetti[16]
- Louis Pomey

## Distinctions
- Chevalier (1853), officier (1854) et commandeur (1878) de la Légion d'honneur.
- Chevalier (1851), officier (1855) et commandeur (1860) de l'ordre de Léopold.